# Calle Libreros (Alcalá de Henares)
La calle Libreros es una vía comercial situada en el centro histórico de la ciudad de Alcalá de Henares. En sus edificios se refleja una parte importante de la historia complutense.

## Denominación
Su nombre inicial fue calle de Guadalajara. Pero debido a la gran cantidad de imprentas y librerías que se instalaron en ella a partir del siglo XVI, cambió de nombre en el siglo XVII a calle Libreros. A principios del siglo XX fue renombrada como calle  Allendesalzar, pero en los años 30 recuperó su denominación de calle Libreros.

## Historia

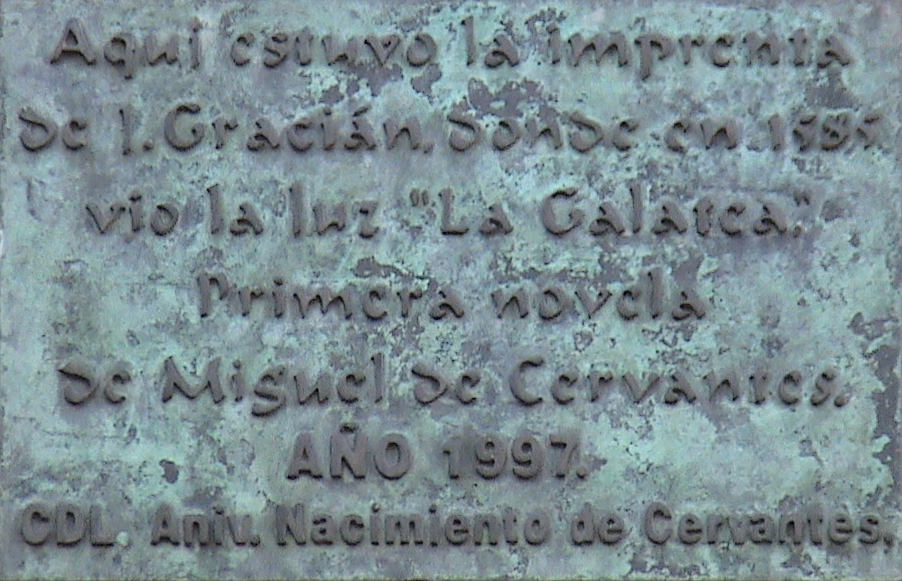
Placa dedica a la imprenta de Juan Gracián, en Alcalá de Henares. Donde se publicó la primera edición de "La Galatea".

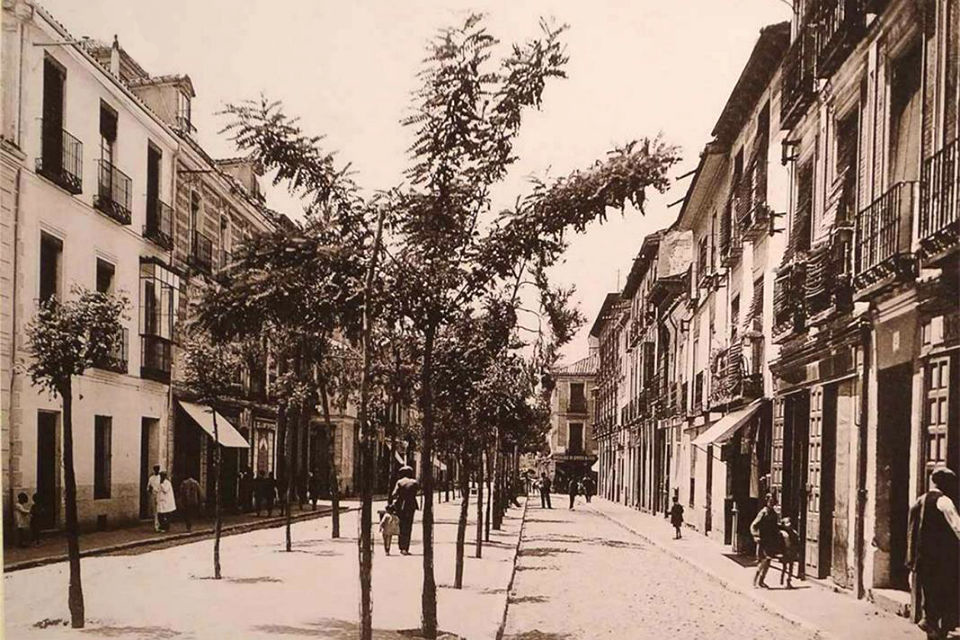
Calle Libreros hacia 1920, cuando tenía un bulevar.

Su construcción formó parte del diseño que hizo Pedro de Gumiel, por encargo del Cardenal Cisneros, para la ciudad universitaria que fundó en 1499. 
A partir del siglo XVI, en esta calle se instalaron varios colegios menores de la Universidad de Alcalá. En 1551 se fundó el Colegio del Rey (actual sede del Instituto Cervantes), en 1563 el Colegio de los Vizcaínos, en 1567 el Colegio de los Jesuitas (actual Facultad de Derecho), en 1568 el Colegio de Mena, en 1586 el Colegio de León y el de los Verdes. Esta intensa actividad académica vino acompañada de una importante actividad editorial, que se localizó principalmente en esta calle.
En 1585, en el taller de Juan Gracián se imprimió La Galatea, la primera novela de Miguel de Cervantes.
A partir del siglo XVIII empezó la decadencia de la Universidad de Alcalá, suceso que arrastró a la industria editorial de la ciudad, hasta el punto que en la actualidad no se conserva ningún edificio original que haya sido taller tipográfico.
Entre 1915 y 1930 tuvo un bulevar y se renombró, durante ese periodo, como "calle de Allendesalazar". Era en honor del teniente coronel de caballería Enrique Allendesalazar, propietario de la finca de Espinillos, benefactor de Torrejón de Ardoz y Alcalá, entre otros donar una gran cantidad de pinos para plantarlos en dichas ciudades.
En noviembre de 1937 Manuel Azaña, como presidente de la República, presidió un desfile militar durante la Guerra Civil desde uno de los balcones de esta calle, esta fue su última estancia en su ciudad natal. Desde la segunda mitad del siglo XX la calle Libreros, junto con el resto de la ciudad, ha recuperado su importancia y ha mejorado su aspecto. Actualmente, es una de las calles comerciales del casco histórico más importantes. En el año 2019 fue reformada para hacerla peatonal.

## Localización y características
Es la prolongación de la calle Mayor. Nace en la esquina nordeste de la plaza de Cervantes, y finaliza en la plaza de Los Mártires o de los Cuatro Caños. 
Al final de la calle Libreros se situaba la antigua Puerta de Guadalajara, una de las entradas del recinto amurallado medieval. A partir de 1559, fecha de regreso a Alcalá de Henares de las reliquias de los Santos Justo y Pastor, pasó a denominarse Puerta de Los Mártires. Esta edificación fue demolida, a finales del siglo XIX, para facilitar el acceso a la ciudad.
En su arranque, en el lado norte (números impares), tiene un pequeño tramo soportalado con 12 pilares hasta alcanzar la calle del Tinte, por esa misma acera tiene también esquina con la calle Nebrija. En el lado sur (números pares) tiene otras dos conexiones a sendas calles: Bedel y Beatas.

## Edificios de interés

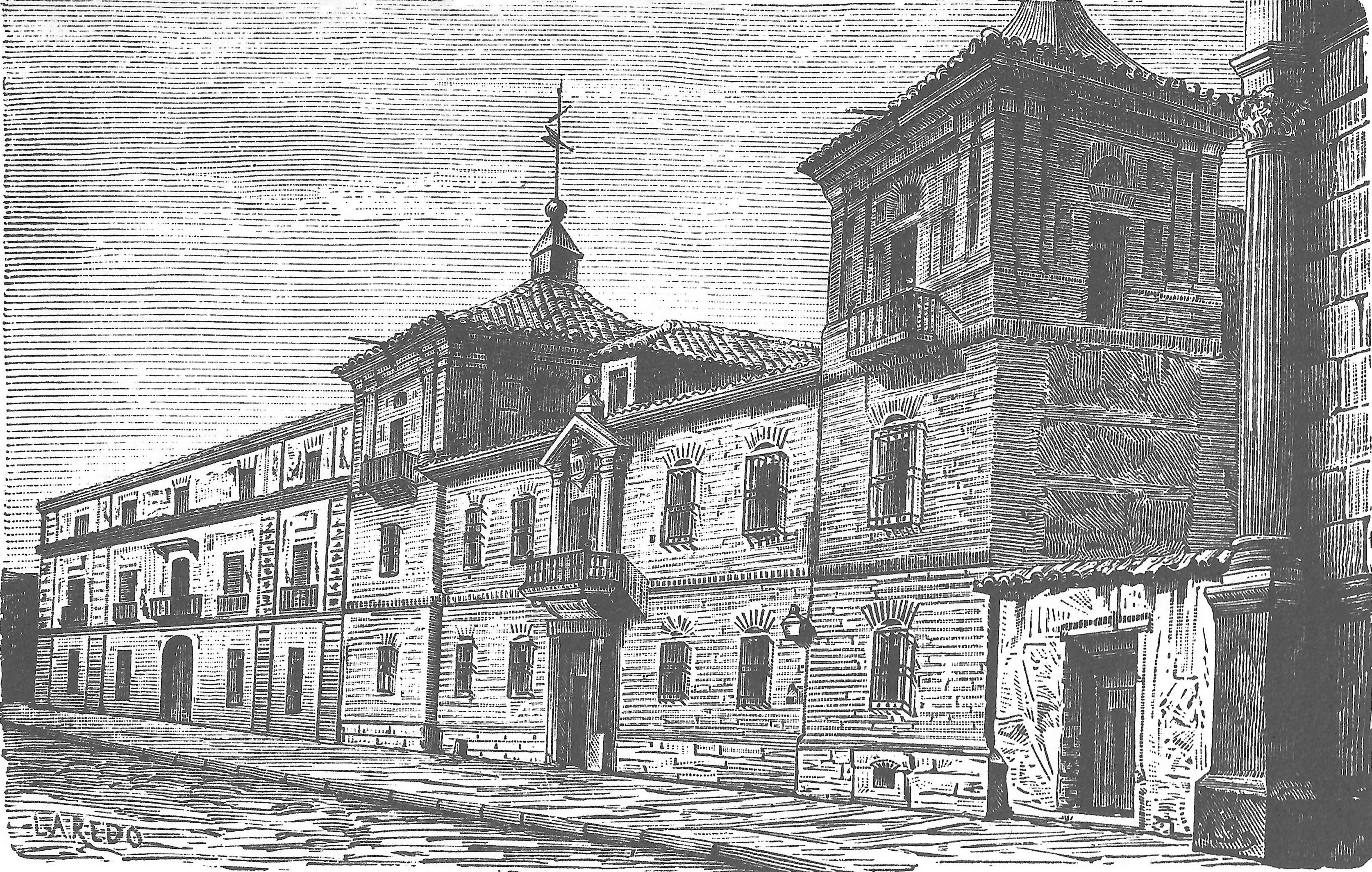
El Colegio de León y el del Rey (dibujados por Manuel Laredo en 1882).

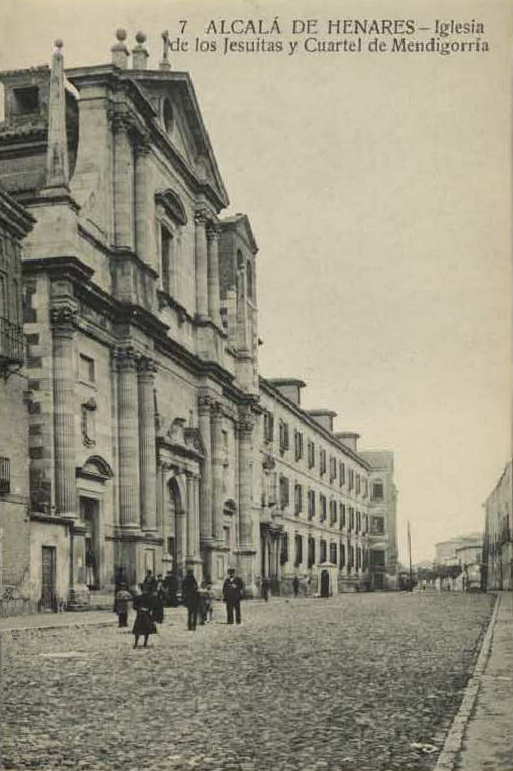
Iglesia de Santa María y Colegio de los Jesuitas hacia 1915 (cuando era el Cuartel de Mendigorría).

- Antiguo Colegio del Rey o de San Felipe y Santiago. Construido durante el reinado de Felipe II, fue inaugurando en 1551. A él asistían los hijos de los empleados de la Casa Real, como Francisco de Quevedo (hijo de la asistenta de la infanta Isabel Clara Eugenia). Desde 1991 es una de las dos sedes principales del Instituto Cervantes.

- Iglesia de Santa María. Parroquia ubicada sobre la antigua capilla del Colegio de los Jesuitas. Su fachada de granito presenta cuatro esculturas talladas en 1624 por Manuel Pereira. En el interior destaca su retablo barroco, obra de Francisco Bautista, y la decoración de la bóveda de la capilla de las Santas Formas, pintada por Juan Vicente Ribera en 1699.

- Antiguo Colegio de León o de Santa María de la Regla y de los Santos Justo y Pastor. Fundado en 1586 y clausurado en 1781.[7] Es actualmente la Escuela de postgrado de la Universidad de Alcalá.

- Antiguo Colegio Máximo de la Compañía de Jesús o de los Jesuitas. Fundado en 1545, y con ese emplazamiento desde 1620. Destaca en su interior, la escalera de estilo imperial. Tras la desamortización de la Universidad de Alcalá en 1836, acabaría convirtiéndose en el cuartel de Mendigorría.[8] Desde 1990 alberga la Facultad de Derecho de la Universidad de Alcalá.

- Antiguo Colegio Menor de San Cosme y San Damián, o Colegio de Mena, fundado por el médico Fernando de Mena en 1568 y clausurado en 1759. En la actualidad son viviendas particulares.

## Elementos culturales
- Placa en bronce dedicada en 1997 a la imprenta de Juan Gracián. En esta calle se publicó en 1585 la primera edición de "La Galatea", primera novela de Miguel de Cervantes.
- Escultura en bronce dedicada a Arsenio Lope Huerta, alcalde de la ciudad. Obra de Andrés Bonilla Gutiérrez inaugurada el 30 de marzo de 2023.
- Lápida en piedra conmemorando la casa natal de Arsenio Lope Huerta, en el n.º 48 de esta calle, inaugurada el 31 de marzo de 2023.

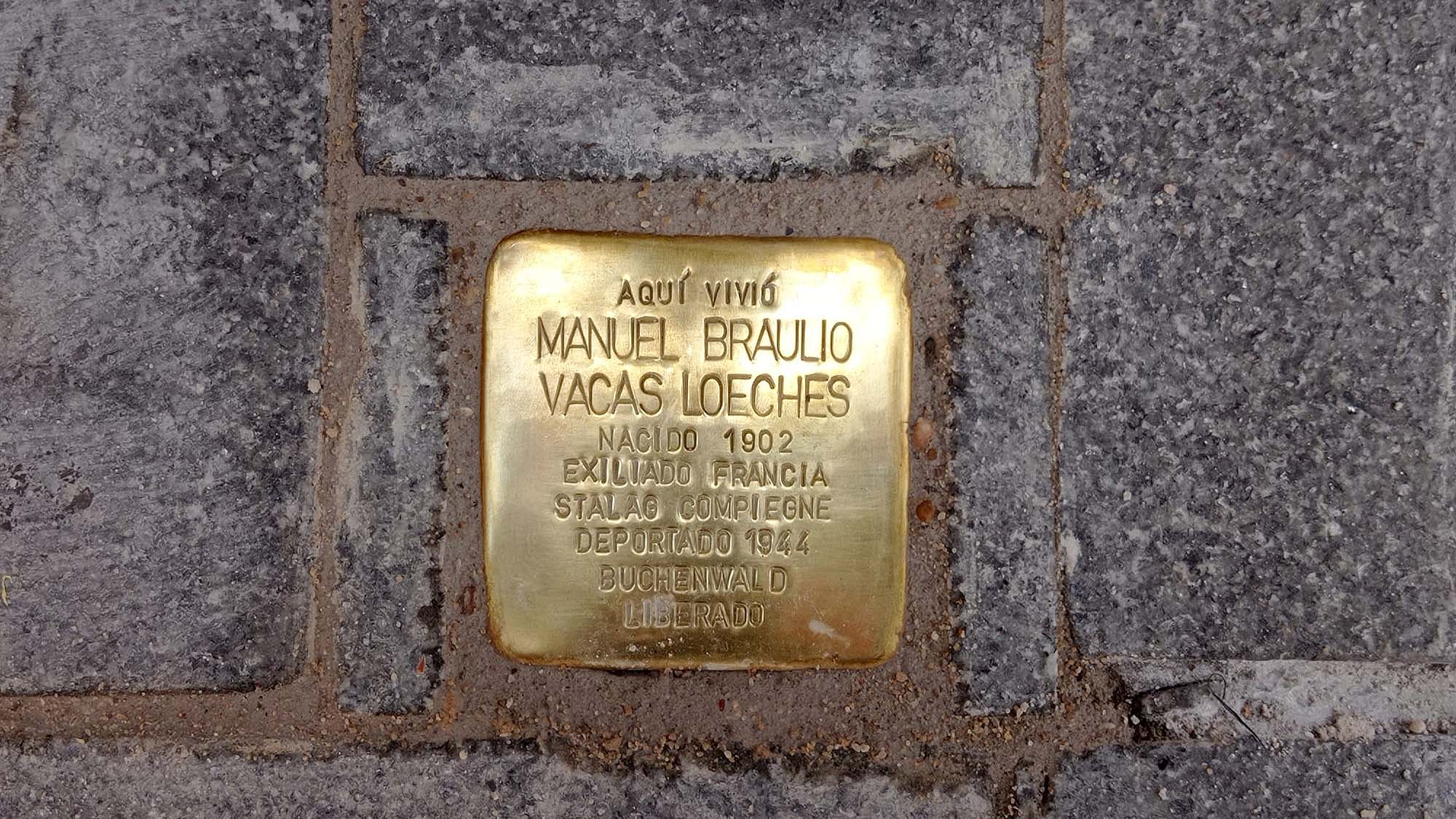
Detalle de la Stolpersteine en recuerdo de Manuel Vacas Loeches

- Detalle de la Stolpersteine en recuerdo de Manuel Vacas LoechesStolpersteine o "piedra del recuerdo", localizada en el suelo frente al nº 20 de esta calle. Señaliza la casa en donde nació, en 1902, Manuel Braulio Vacas Loeches, uno de los alcalaínos que fueron deportados a campos de concentración nazis (Buchenwald) durante la  Segunda Guerra Mundial. Inaugurada en enero de 2024.

## Reconocimiento
- 1998: Forma parte del Patrimonio de la Humanidad de la UNESCO.[9]